# اسماعیل اورتیز
اسماعیل اورتیز (به انگلیسی: Ismael Ortiz) (زادهٔ ۲۲ اکتبر ۱۹۸۲) شناگر اهل پاناما است.